# 米努恰诺
米努恰诺（義大利語：Minucciano），是意大利卢卡省的一个市镇。总面积57平方公里，人口2035人，人口密度36人/平方公里（2017年）。ISTAT代码为046019。